# لست شيطانا ولا ملاكا (فلم)
لست شيطانا ولا ملاكا، فيلم مصري تم إنتاجه 1980، من إخراج هنري بركات وبطولة نور الشريف وسهير رمزي وهدى رمزي.

## تمثيل
- نور الشريف
- سهير رمزي
- هدى رمزي
- إنعام سالوسة
- علي الشريف
- صلاح نظمي
- زين العشماوي
- سهير زكى
- سامي فهمي
- محمد توفيق
- إحسان شريف
- وحيد سيف